# رقص رقص رقص (رواية)
رقص رقص رقص هي الرواية السادسة للكاتب الياباني هاروكي موراكامي. نُشرت لأول مرة عام 1988، ترجمها للانجليزية ألفريد بيرنباوم عام 1994. الكتاب هو تتمة لرواية موراكامي : مطاردة الخراف الجامحة. في عام 2001 قال موراكامي أن رقص رقص رقص كانت بمثابة شفاءٍ له بعد الشهرة غير المتوقعة التي اكتسبها عقب نشر روايته الغابة النرويجية، وأنه بسبب هذا فقد استمتع بكتابة رقص أكثر من أي عمل آخر.

## ملخص القصة
تحكي الرواية المغامرات السيريالية لبطل الرواية الذي يكسب قوت يومه من عمله ككاتب تقارير للأعمال التجارية. بطل الرواية مرغمٌ على العودة إلى فندق الدولفين، وهو فندق قذر كان قد أقام فيه مع امرأة أحبّها، بالرغم من أنه في الحقيقة لم يعرف اسمها أبدًا، ومنذ ذلك الوقت كانت قد اختفت بدون أثر. قامت شركة ضخمة بشراء فندق الدولفين وتحويله إلى فندق أنيق وعصري على الطراز الغربي.
يمر بطل الرواية بأحلام ورؤى غريبة تظهر فيها تلك المرأة والرجل المقنّع—وهو رجل غريب يلبس معطفًا من صوف الغنم— ويقودانه لحل لغزين. الأول هو لغز ميتافيزيقي وغير طبيعي : كيفية النجاة مما هو مميت. والثاني هو لغز جريمة قتل مومس، يتورط فيها بشدة صديق قديم لبطل الرواية، وهو الآن ممثل مشهور. وعلى مر الأحداث يقابل البطل العديد من الأشخاص، مراهقة مضطربة في الثالثة عشر من عمرها ولها قدرة على الاستبصار، أبواها المضطربان مثلها، شاعر لديه ذراع واحدة، وموظفة استقبال ودودة والتي تمر ببعض الأحلام والرؤى الغريبة التي يمر بها البطل.

## المواضيع الرئيسية للرواية
يُعتبر العديد من شخصيات الرواية من السمات المميزة لكتابات موراكامي. رقص رقص رقص تتعامل مع مواضيع مثل الجنس، والفقدان، والهِجران، تمامًا مثلا الكثير من روايات موراكامي الأخرى. فعادةً في روايات موراكامي يفقد بطل الرواية أمه أو زوجته أو صديقته. بعض المواضيع الأخرى الخاصة بموراكامي والتي تتضمنها تلك الرواية هي التكنولوجيا، العزلة والاغتراب، والعلاقات الإنسانية.
يوجد في الرواية شخصية اسمها هيراكو ماكيمورا، وهو إعادة ترتيب لحروف اسم «هاروكي موراكامي». وماكيمورا في الرواية هو كاتب أيضًا وواحدٌ من الكتاب الأكثر مبيعًا.

## استقبال النقاد
نالت رقص رقص رقص تقييم 69% على مجمّع تقييم الكتب iDreamBooks بناءً على مراجعات 7 نقاد.

## وصلات خارجية
- Exorcising Ghosts— روابط لصفحات بها مراجعات ومقالات
- Official Haruki Murakami Website